# Макарио-Гомес
Макарио-Гомес (исп. Macario J. Gómez) — посёлок в центральной части Мексики, на территории штата Агуаскальентес. Входит в состав муниципалитета Сан-Франсиско-де-лос-Ромо.

## Географическое положение
Макарио-Гомес расположен в центральной части штата, на расстоянии приблизительно 4 километров к северу от города Агуаскальентес. Абсолютная высота — 1941 метр над уровнем моря.

## Население
Согласно данным, полученным в ходе проведения официальной переписи 2005 года, в посёлке проживало 2048 человек (1000 мужчин и 1048 женщин). Насчитывалось 435 домов. По возрастному диапазону население распределилось следующим образом: 48,4 % — жители младше 18 лет, 46,6 % — между 18 и 59 годами и 5 % — в возрасте 60 лет и старше. Уровень грамотности среди жителей старше 15 лет составлял 94,8 %.
По данным переписи 2010 года, численность населения Макарио-Гомеса составляла 2122 человека. Динамика численности населения посёлка по годам:
| 2000 | 2005 | 2010 |
| ---- | ---- | ---- |
| 1551 | 2048 | 2122 |